# استان سوم

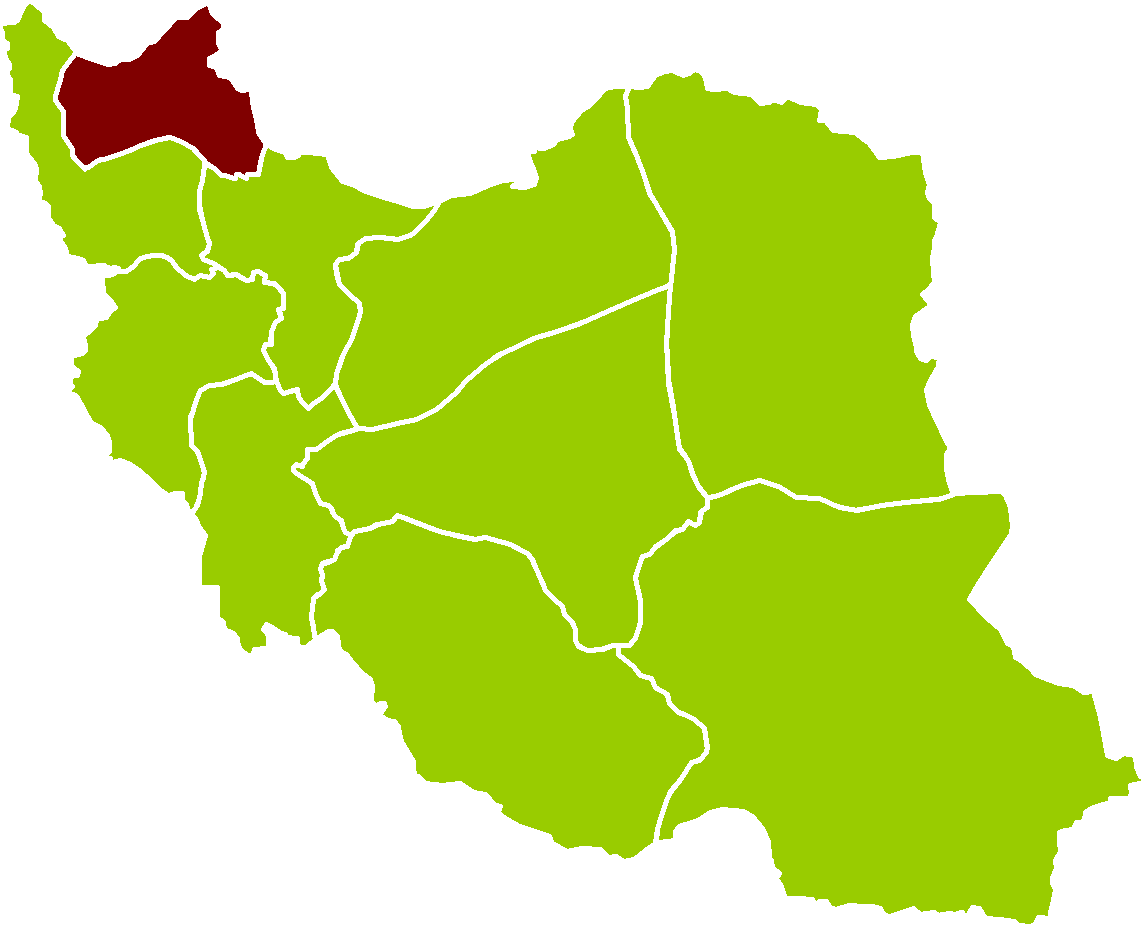
جایگاه استان سوم در نقشهٔ ایران.

استان سوم یکی از ۱۰ استان کشور ایران بود که در ۱۹ دی ۱۳۱۶ خورشیدی، با اصلاح قانون تقسیمات کشوری به عنوان استان سوم تعیین گردید. این استان شامل ۲ شهرستان تبریز و اردبیل بود.
استان سوم امروزه شامل استان آذربایجان شرقی (به مرکزیت تبریز) است و استان بیست و چهارم (اردبیل) و شهرستان آستارا از این استان جدا شده‌اند و شهرستان مراغه به این استان ملحق شده است.